# Photinia moiorum
Photinia moiorum är en rosväxtart som först beskrevs av Auguste Jean Baptiste Chevalier, och fick sitt nu gällande namn av Jules Eugène Vidal. Photinia moiorum ingår i släktet Photinia och familjen rosväxter. Inga underarter finns listade i Catalogue of Life.